# Политичка свест
Карл Маркс је навео како функционише политичка свест, после рада Георга Вилхелма Фридриха Хегела.

## Политика свести
Свест се обично односи на идеју бића које је самосвесно. То је одлика често резервисана за људска бића и остаје првобитна и најчешћа употреба овог појма. За Маркса, свест описује политичку самосвест појединца. Другим речима, свест описује особину особе да буде свесна политике. За Маркса, аутентична свест је повезана са разумевањем сопственог положаја у историји. Док је Хегел сматрао да је Бог покретачка сила свести у људима, Маркс је видео политичку економију као мотор ума.
У 20. веку многи друштвени покрети и интелектуалци развили су ову употребу свести.

## Лажна свест
По Марксовом мишљењу, свест је увек политичка, јер је увек резултат политичко-економских околности. Оно што човек мисли о животу, моћи и себи, према Марксу, увек је производ идеолошких сила.
За Маркса, идеологије се појављују као објашњење и оправдање тренутне расподеле богатства и моћи у друштву. У друштвима са неједнаком расподелом богатства и моћи, идеологије представљају те неједнакости као прихватљиве, позитивне, неизбежне, и тако даље. Идеологије стога теже да људе наведу да прихвате постојеће стање. Подређени људи долазе до тога да верују у своју подређеност: сељаци прихватају власт аристократије, радници у фабрици у власт власника, потрошачи у власт корпорација. Ово веровање у сопствену подређеност, које се јавља кроз идеологију, Маркс назива лажна свест.
Другим речима, услови неједнакости стварају идеологије које збуњују људе у вези са њиховим правим тежњама, лојалностима и циљевима. Тако је, на пример, радничка класа, према Марксу, често била обманута национализмом, организованом религијом и другим дистракцијама. Ови идеолошки уређаји помажу да се спречи да људи схвате да су управо они ти који стварају богатство, да управо они заслужују плодове земље, да сви могу просперирати: уместо да дословно мисле за себе, они мисле мисли које им намеће владајућа класа.

## Свест и политичка економија
За Маркса, свест је одраз политичке економије. Мисли појединца обично су обликоване његовим или њеним политичким и економским околностима. Он је славно написао: "Није свест људи та која одређује њихово биће, већ, напротив, њихово друштвено биће одређује њихову свест."

Можда је Марксов највећи допринос модерној мисли... његова свеобухватна истрага улоге идеологије, односно како друштвено биће одређује свест, што резултира одређеним (углавном несвесним) системима веровања и вредности, у зависности од специфичне економске инфраструктуре која преовладава у датом тренутку. Из марксистичког угла, сви културни артефакти—верски системи, филозофски ставови, етичке вредности—природно су производи свести и као такви подлежу овим идеолошким притисцима. 